# Tuovilanlahti
Tuovilanlahti är en vik i Finland. Den ligger i Maaninka i landskapet Norra Savolax, i den centrala delen av landet, 400 km norr om huvudstaden Helsingfors.